# Baumarkt Direkt
Die baumarkt direkt GmbH & Co KG (gegründet als OBI@OTTO GmbH & Co.KG) war ein Joint Venture der Otto Group mit Baumärkten (bis 2006 Obi, ab 2008 Hagebau) im Multikanal-Vertrieb, also einer Kombination von Versand- und Präsenzhandel. Es wurde zum Juli 2019 aufgelöst.

## Geschichte

### Obi@Otto
Obi@Otto wurde im Jahr 2000 als paritätisches Joint Venture von Obi und Otto gegründet. Nach einer Testphase nahm es im März 2001 bundesweit den Betrieb auf. Die Multikanalstrategie des Unternehmens sollte die Stärken von Obi (stationärer Handel) und Otto (Versandhandel) verbinden. Das rund 8.000 Baumarktartikel umfassende Sortiment von Obi@Otto konnte online, über einen Katalog oder vor Ort in Obi- oder Otto-Filialen bestellt werden. Die Beschaffung und Kommissionierung übernahm je nach Produkt entweder Obi oder Otto, der Hermes Versand eine mögliche Haustürlieferung. 2003 erhielt das Unternehmen für seine Mehrkanalstrategie den E-Shop-Award des Gottlieb Duttweiler Instituts. 2005 gab ein Manager von Obi@Otto an, dass das Unternehmen den größten Teil seines Umsatzes mit Katalogbestellungen mache. Den Onlineshop bewerbe man mit Direktmarketing, Onlinewerbung und Suchmaschinenoptimierung. Für in Obi-Märkten aufgegebene Bestellungen zahlte Baumarkt Direkt eine Provision.
Am 1. Oktober 2006 übernahm Otto die Firmenanteile von Obi, das damit aus dem Joint Venture ausstieg. Das Unternehmen, das zu der Zeit den Onlineshop otto-baumarkt.de betrieb, benannte sich Anfang 2007 in Baumarkt Direkt um.

### Kooperation mit Hagebau
Hagebau kam am 1. März 2007 als neuer Joint-Venture-Partner hinzu; im Gegenzug wurde Baumarkt Direkt Kommanditist bei Hagebau. Das Unternehmen agierte unter der Marke Hagebau Direkt und sollte von der Beteiligung an der Einkaufsgemeinschaft Zentrale für Einkauf und Service profitieren. Für das Geschäftsjahr 2010/11 gab Baumarkt Direkt an, dass das Onlinegeschäft zum ersten Mal das Kataloggeschäft überholt habe. Ab August 2011 startete das Mobile-Shopping-Portal m.hagebau.de. Im Mai 2012 wurde der mobile Vertriebskanal von hagebau.de mit einer iPad-App ausgebaut.
Das Sortiment aus 20.000 Artikeln überschnitt sich 2012 nur wenig mit dem in den stationären Märkten, Baumarkt Direkt bot besonders sperrige Produkte an. Zweitwichtigester Vertriebsweg waren in den Hagebau-Filialen aufgegebene Online- oder Katalogbestellungen, für die Baumarkt Direkt eine Provision auszahlte. Das Unternehmen vermarktete seine Artikel außerdem über die Shops und Kataloge der Otto-Gruppe. Dass Baumarkt Direkt auch die Onlineshops der Hagebau-Gruppe betrieb, wurde als intransparent kritisiert: Ende 2016 berichtete ein Blogger, dass seine Otto-Kundendaten auch vom hagebau.de-Service eingesehen werden konnten.
Im Oktober 2018 verkündete Baumarkt Direkt, dass die Zusammenarbeit zwischen Hagebau und Otto zum Sommer 2019 enden werde, weil die Geschäftsmodelle mittlerweile unterschiedlich waren. Otto verfolgte eine Plattform-Strategie, Hagebau eine Cross-Channel-Konzeption. Das Joint Venture wurde aufgelöst und etwa 200 Mitarbeitende von den beiden Mutterkonzernen übernommen. Die Hagebau-Onlineshops (hagebau.de, hagebau.at und werkerswelt.de) wurden von der Hagebau-Gruppe weiterbetrieben. Otto startete Ende 2019 den Sub-Shop otto-baumarkt.de, der im September 2021 in otto.de aufging.
| Geschäftsjahr | Umsatz [Mio. €] |
| ------------- | --------------- |
| 2006          | 171             |
| 2008/09       | 147             |
| 2009/10       | 153             |
| 2010/11       | 182,8           |
| 2011/12       | 194,3           |
| 2012/13       | 204,4           |
| 2013/14       | 221             |
| 2014/15       | 225             |
| 2015/16       | 239             |
| 2016/17       | 245             |
| 2017/18       | 260             |

## Standorte

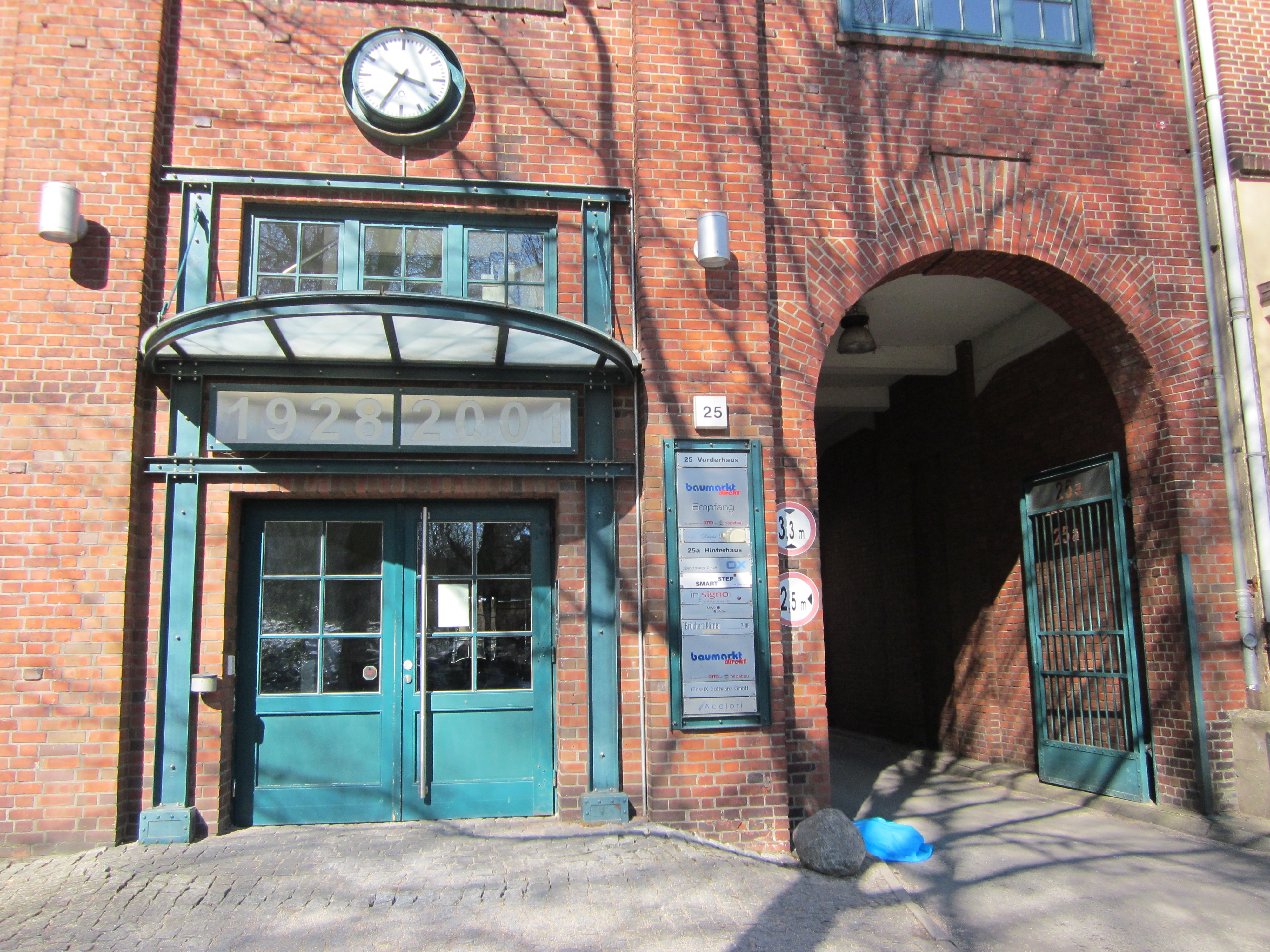
Sitz vom Baumarkt Direkt, 2013

Die Hauptverwaltung befand sich im Hamburger Stadtteil Barmbek-Süd. Auch nach der Auflösung waren dort die Mitarbeitenden von Otto Baumarkt und Hagebau Connect, der E-Commerce-Einheit von Hagebau, ansässig.
Anfang März 2016 wurde in Kooperation mit dem Logistikdienstleister Hellmann ein eigenes Lager bei Halle an der Saale eröffnet.